# Municipio de Bourbon (condado de Knox)
El municipio de Bourbon (en inglés: Bourbon Township) es un municipio ubicado en el condado de Knox en el estado estadounidense de Misuri. En el año 2010 tenía una población de 101 habitantes y una densidad poblacional de 1,09 personas por km².

## Geografía
El municipio de Bourbon se encuentra ubicado en las coordenadas 39°59′55″N 92°6′48″O / 39.99861, -92.11333. Según la Oficina del Censo de los Estados Unidos, el municipio tiene una superficie total de 92.29 km², de la cual 92,06 km² corresponden a tierra firme y (0,26 %) 0,24 km² es agua.

## Demografía
Según el censo de 2010, había 101 personas residiendo en el municipio de Bourbon. La densidad de población era de 1,09 hab./km². De los 101 habitantes, el municipio de Bourbon estaba compuesto por el 98,02 % blancos, el 0,99 % eran asiáticos y el 0,99 % eran de una mezcla de razas. Del total de la población el 1,98 % eran hispanos o latinos de cualquier raza.